# South Lineville
South Lineville è un villaggio degli Stati Uniti d'America, situato nello Stato del Missouri, nella contea di Mercer.